# 名古屋市立柳小学校
名古屋市立柳小学校（なごやしりつ やなぎしょうがっこう）は、名古屋市中村区烏森町2丁目の公立小学校。

## 歴史

### 沿革
- 1946年（昭和21年）4月15日 - 名古屋市常磐国民学校より分離独立し、名古屋市柳国民学校として発足[1]。発足時は校地未定につき、引き続き校舎を間借りしていた[1]。
- 1947年（昭和22年）4月1日 - 名古屋市立柳小学校と改称[1]。
- 1949年（昭和24年）8月13日 - 独立校舎が完成し、移転[1]。
- 1957年（昭和32年）2月 - 校歌・校訓・校旗が創立10周年を記念して制定される[1]。

## 通学区域
所管する名古屋市教育委員会は、2019年（令和元年）9月1日現在、中村区のうち、牛田通1丁目・牛田通2丁目～4丁目・角割町・烏森町・北浦町・北畑町・高須賀町・高須賀町（字北浦・字北西出）・豊国通5丁目・畑江通1丁目～7丁目の全域および沖田町・豊国通6丁目・畑江通8丁目～9丁目の各一部を通学区域として指定している。
また、卒業後の進学先は名古屋市立御田中学校となっている。

### WEB
1. ↑  名古屋市教育委員会事務局総務部教育環境計画室計画係 (2019年9月1日). “名古屋市立小・中学校の通学区域一覧（中村区）” (PDF).   名古屋市. 2020年8月8日閲覧。
2. ↑  名古屋市教育委員会事務局総務部教育環境計画室計画係 (2018年4月1日). “名古屋市立中学校区一覧（小→中）” (PDF).   名古屋市. 2020年8月8日閲覧。

### 書籍
1. 1 2 3 4 5 6  中村区制施行50周年記念事業実行委員会記念誌編集委員会 1987, p. 100.